# Arborophila mandellii
Arborophila mandellii е вид птица от семейство Phasianidae. Видът е световно застрашен, със статут Уязвим.

## Разпространение
Видът е разпространен в Бутан, Индия и Китай.